# Galliska invasioner av Balkan
Grupper av kelter som härstammade från olika La Tène-hövdingdömen började vandra sydösterut mot Balkanhalvön med början 300-talet f.Kr. Även om de keltiska samhällena låg koncentrerade i den västra delen av det Karpatiska bäckenet gjordes tydliga intrång och bosättningar i själva Balkanhalvön.
Från sina nya baser i norra Illyrien och Pannonien nådde de galliska invasionerna sin höjdpunkt tidigt på 200-talet f.Kr. i samband med invasionerna av Makedonien, Thrakien och det egentliga Grekland. Invasionen av Grekland år 279 f.Kr. företräddes av en serie övriga militära fälttåg mot södra Balkan och Makedonien. Dessa fälttåg gynnades delvis av den politiska förvirringen efter Alexander den stores frånfall. En del av de invaderande gallerna trängde vidare in i Anatolien (nuvarande Turkiet) och bosatte sig i området som skulle komma att kallas efter dem, Galatien.